# Movimento de Libertação da Guiné
O Movimento de Libertação da Guiné ou MLG, foi um movimento independentista da Guiné Portuguesa.